# Snowbird

Ilustração de uma embarcação da classe Snowbird.

A classe Snowbird é uma classe de iates clássicos de corrida. Trata-se de um veleiro americano inicialmente projetado por Willis Reid como um piloto de design único e construído pela primeira vez em 1921. O barco foi redesenhado por Edson B. Schock na década de 1940 e se tornou uma classe júnior popular. O barco foi usado como uma classe de competição de design único para velejar nos Jogos Olímpicos de Verão de 1932.
O Snowbird é um veleiro de regata, com versões iniciais construídas com cascos de madeira e posteriores com cascos de fibra de vidro, com acabamento em madeira. Possui uma única plataforma de catboat de vela, uma haste de prumo em colher, uma popa vertical, um leme suspenso na popa controlado por um leme e uma placa central retrátil. A versão em fibra de vidro desloca 130 lb (59 kg).